# Аква, Цезарь дель
Цезарь дель Аква (итал. Cesare Dell'Acqua; 22 июля 1821, Пиран – 16 февраля 1905, Иксель, Бельгия) — итальянский художник исторического жанра.

## Биография
Чезаре Феличе Джорджио Дель Аква родился в Пиране (или Пирано д'Истрия), недалеко от Триеста. Сначала учился в Копере, в 1833 году переехал в Триест. С 1842 по 1847 год обучался в Венецианской академии изящных искусств , где учился у Людовико Липпарини, Одорико Полити и Микеланджело Григолетти. Одна из его ранних исторических картин «Чимабуэ находит юного Джотто посреди своего стада» (1847) была приобретена эрцгерцогом Австрийским Иоганном. После этого он стал получать заказы от знатных семей, в том числе от принца фон Лихтенштейна.
После учебы путешествовал по Европе со своим покровителем бароном Людовико Луиджи Решаном, посетил Вену, Мюнхен и Париж.
В 1848 году поселился в Брюсселе; здесь под влиянием Галета его талант принял другое направление; многие из его картин, написанных в этом городе (сюжеты большею частью заимствованы из итальянской истории) и появлявшихся там же на выставках, имели большой успех; еще больший успех выпал на долю последующих картин культурно-исторического содержания, которые он в 1857—1860 гг. выставлял в различных городах Бельгии и в Париже.
Значительными достоинствами отличаются исполненные по заказу императора Максимилиана Мексиканского в Мирамаре композиции, изображающие историю Мирамары.
В 1873 году участвовал во Всемирной выставке в Вене, а в следующем году также выставлялся в Лондоне.
В 1855 году женился на Каролине ван дер Эльст, и у пары родились две дочери: Ева и Алина. Его дочь Ева Делл'Аква стала известной певицей и композитором.
Художник-жанрист, ориенталист, портретист.
- Греческая мать
- Одалиска
- Турецкая красавица
- Визит императрицы Шарлотты в Мирамар
- Мексиканская делегация с просьбой к Максимилиану занять престол Мексики
- Японский гид
- Греческий дворянин Анагностис Джаннулидис
- Бал в честь императора и императрицы Австрийских